# Cantone di Píllaro
Il Cantone di Píllaro è un cantone dell'Ecuador che si trova nella Provincia del Tungurahua.
Il capoluogo del cantone è Píllaro.